# Ньюарк (Калифорния)
 Ньюарк  (англ.  Newark) — город в Калифорнии, США. Расположен в округе Аламида, в юго-восточной части области залива Сан-Франциско. Город является анклавом внутри Фримонта.

## История

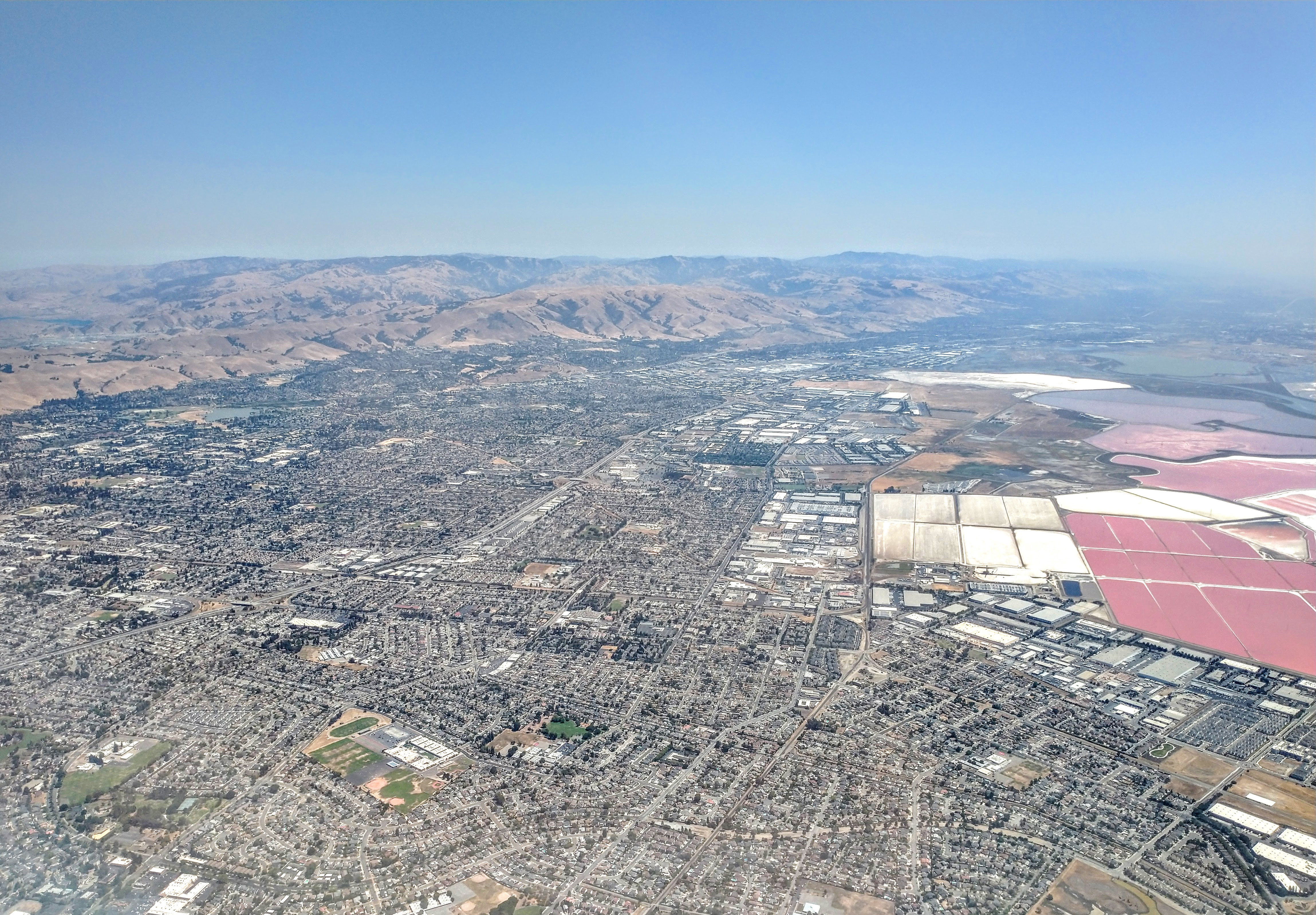
Вид с воздуха на Ньюарк и Фримонт

Ньюарк был назван в честь замка Ньюарк, который находится в Порт-Глазго (Шотландия).
До заселения европейцами, Ньюарк был домом для коренных американцев. Первое европейское поселение в этом районе было основано испанскими миссионерами из миссии Сан-Хосе, территория которой покрывала большую часть современных городов Ньюарк, Фримонт и Юнион-Сити. В 1878 году земля, принадлежащая Вашингтонскому городку округа Аламеда, была куплена Тихоокеанской земельной инвестиционной компанией и впоследствии разделена для образования города Ньюарк.
Ньюарк был образован в сентябре 1955 года.

## Экономика
Экономика Ньюарка связана с экономикой  Кремниевой долины. В городе находится торговый центр NewPark Mall, суперрегиональный торговый центр с якорными магазинами Macy's и Burlington Coat Factory, а также более 140 других предприятий розничной торговли. Пристройка площадью 140 000 квадратных футов в NewPark, включая рестораны, развлечения и мультиплексный кинотеатр с IMAX, открылась в конце 2015 года.
Бывший участок Sun Microsystems рядом с мостом Dumbarton был куплен BioMed Realty Trust и теперь известен как Тихоокеанский исследовательский центр.